# Mike Parenti
Pas d'image ? Cliquez ici

a Compétitions nationales et continentales officielles uniquement.

Mike Parenti, né le 13 mars 2000 à Perpignan, est un joueur de rugby à XIII français évoluant au poste d'ailier.
Formé à Palau, il dispute ses premières rencontres en Championnat de France lors de la saison 2019-2020 et y reste deux saisons. En 2021, il intègre le club de Perpignan de Saint-Estève XIII Catalan puis dispute sa première rencontre en Super League le 2 septembre 2022 avec les Dragons Catalans contre Wigan où une dizaine de jeunes français y font leurs débuts.

## Palmarès

### En club
| Saison    | Club                      | Compétition           | Matchs | Points | Essais | Buts | Drop |
| --------- | ------------------------- | --------------------- | ------ | ------ | ------ | ---- | ---- |
| 2019-2020 | Palau                     | Championnat de France | 7      | 20     | 5      | -    | -    |
| 2020-2021 | Palau                     | Championnat de France | 15     | 52     | 13     | -    | -    |
| 2021-2022 | Saint-Estève XIII Catalan | Championnat de France | 13     | 44     | 11     | -    | -    |
| 2022      | Dragons Catalans          | Super League          | 1      | -      | -      | -    | -    |
| 2023      | Dragons Catalans          | Super League          | -      | -      | -      | -    | -    |